# Kusak cezarek
Kusak cezarek (Staphylinus caesareus) – owad z rzędu chrząszczy, z rodziny kusakowatych.

## Charakterystyka
OpisKusak cezarek osiąga długość ciała ok. 21 mm. Odnóża oraz pokrywy ma czerwonobrunatne. Ciało jest wydłużone. Ma znacznie skrócone pokrywy, pod którymi spoczywają skrzydła, z których pierwsze są mocno skrócone, tylne zaś skórzaste i pofałdowane. Segmenty odwłoka z jasnymi plamkami po bokach. Kusak cezarek ma bardzo silne odnóża, które pozwalają mu na bardzo szybki bieg. W trakcie obrony przed wrogiem wykonuje charakterystyczne ruchy głową i zadartym do góry odwłokiem.
WystępowanieSpotykany w ściółce, w lasach liściastych i iglastych przez cały rok (imago zimuje).
PożywienieStanowią je małe owady lub inne bezkręgowce, padlina i rozkładające się rośliny.